# آيت بوداود (تازارين)
آيت بوداود هي إحدى مشيخات المملكة المغربية، تتبع جغرافيا لإقليم زاكورة وإداريًا لتازارين. يقدر عدد سكانها بـ 7957 نسمة حسب الإحصاء الرسمي للسكان والسكنى لسنة 2004.